# Arkys brevipalpus
Arkys brevipalpus là một loài nhện trong họ Araneidae.
Loài này thuộc chi Arkys. Arkys brevipalpus được Ferdinand Karsch miêu tả năm 1878.